# امامزاده موسی
امامزاده موسی مربوط به سدهٔ ۷ و ۸ ه.ق است و در شهرستان شمیرانات، بخش رودبار قصران، روستای آبنیک واقع شده و این اثر در تاریخ ۱ مهر ۱۳۸۲ با شمارهٔ ثبت ۱۰۳۹۶ به‌عنوان یکی از آثار ملی ایران به ثبت رسیده است.